# Ancien hôpital Saint-Jean
L'ancien hôpital Saint-Jean (Oud Sint-Janshospitaal) est un ancien complexe hospitalier situé à Bruges, en Belgique et est l'un des plus anciens hôpitaux médiévaux d'Europe, l'hôpital Saint-Jean, devenu un musée qui, dans la chapelle, conserve notamment six chefs-d'œuvre du peintre Hans Memling.
Fondé vers 1150, l'hôpital Saint-Jean (Sint-Janshospitaal) a accueilli les services médicaux de la ville de Bruges jusqu’en 1977. La salle des malades expose des tableaux, des objets médicaux, du mobilier ancien et des archives illustrant la vie quotidienne des malades et des communautés religieuses, frères puis sœurs au XVIe siècle, soumises à la règle de saint Augustin qui géraient l'hôpital initialement consacré à l'accueil des pèlerins et des indigents.
Le site Sint-Jans comprend :
- Le bâtiment médiéval de l'hôpital et l'église (aujourd'hui musée Sint-Janshospitaal) ;
- L'ancien couvent des sœurs (aujourd'hui immeuble de bureaux) ;
- L'ancien monastère des frères, devenu plus tard la pharmacie, active jusqu’en 1971, qui conserve son aménagement du XVIIe siècle ;
- L'hôpital, construit au XIXe siècle, conçu par Isidoor Alleweireldt (aujourd'hui centre de congrès et restauration Oud-Sint-Jan). Le complexe est connu sous le nom de Oud Sint-Janshospitaal ou Oud Sint-Jan.
- Mariastraat 38, quatre maisons des XVIe-XVIIe siècles, aujourd'hui musée archéologique et réserves ;
- La clinique des oreilles, du nez et de la gorge (datant des années 1930, aujourd'hui ateliers de restauration et réserves) ;
- La clinique ophtalmologique (datant des années 1930, aujourd'hui ateliers de restauration et réserves) ;
- L'ancienne maternité d'Oostmeers (datant de 1907, aujourd'hui un immeuble de bureaux).

## Histoire

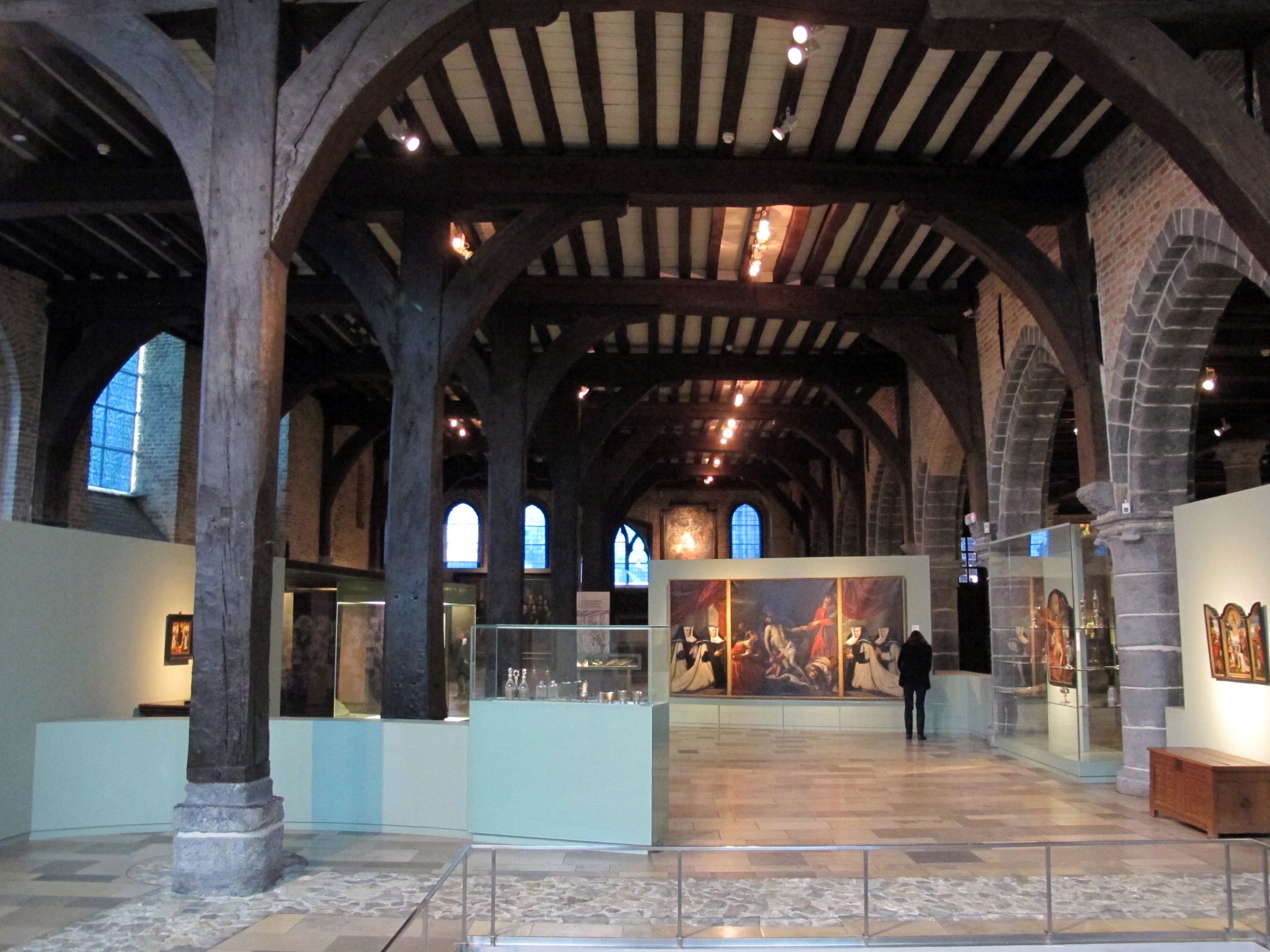
Musée Memling, intérieur.

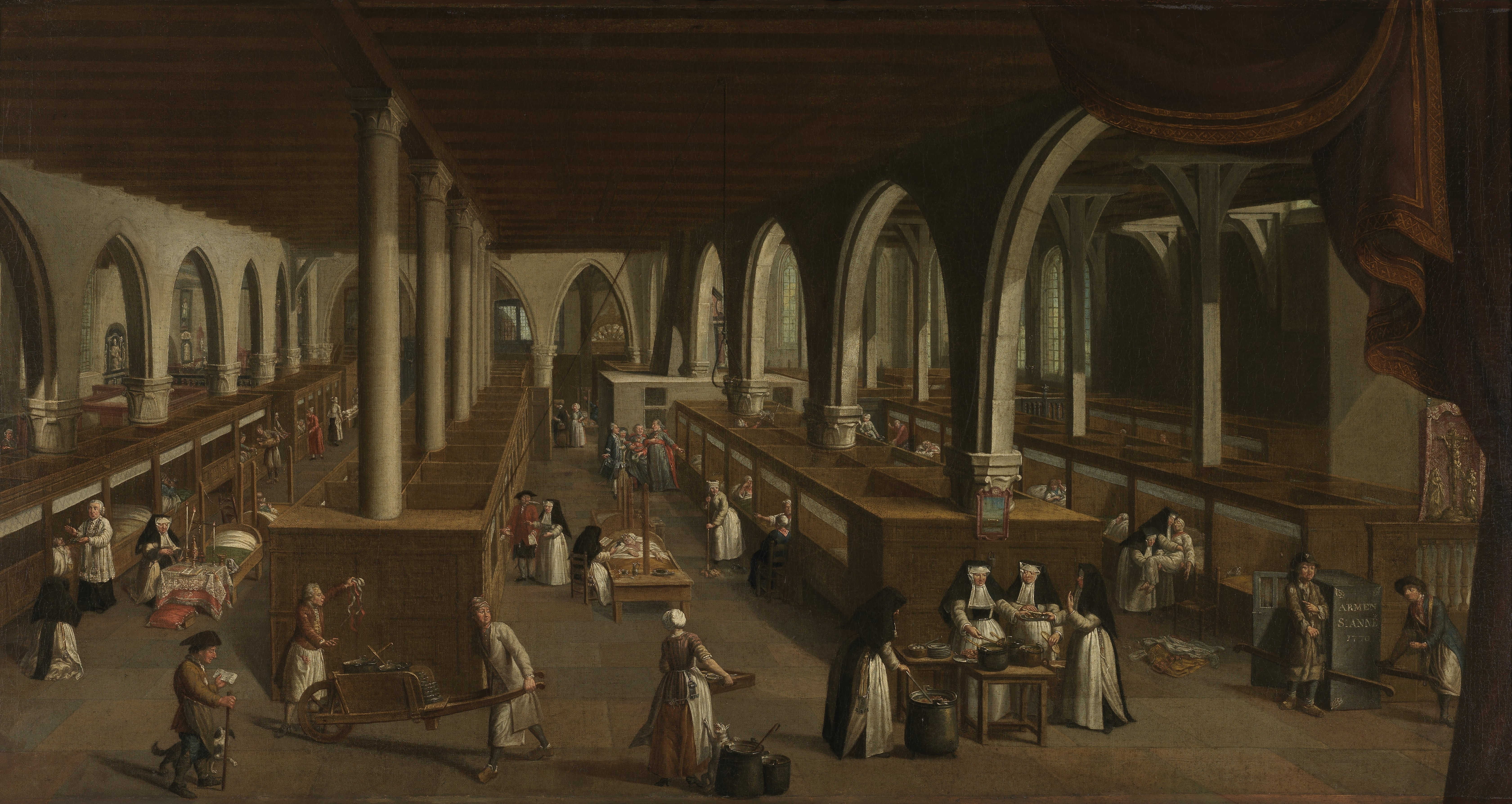
L'infirmerie médiévale à la fin du XVIIIe siècle.

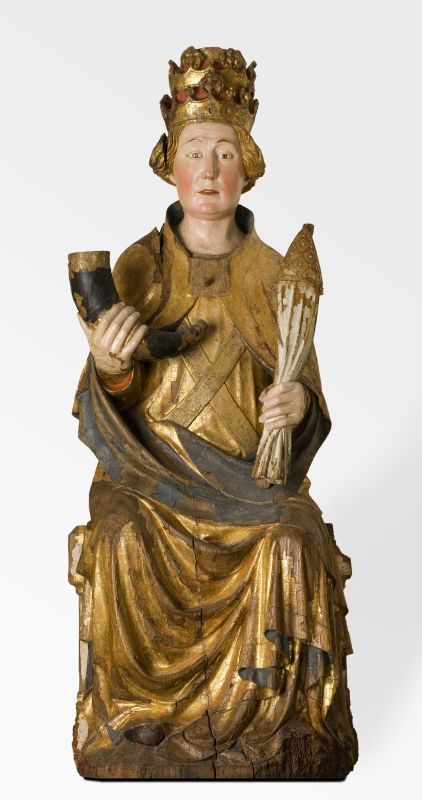
Saint Corneille, Sint Janshospital Bruges, vers 1400.

### Les phases de la construction
L'hôpital Saint-Jean a été construit vers 1150 ou avant, ce qui en fait l'un des établissements de santé les plus anciens du continent européen. La date de 1188 est celle donnée par le premier document disponible, le règlement rédigé au profit des sœurs et des frères qui ont servi l'hôpital, de sorte qu'il n'est pas déraisonnable de penser que la fondation a eu lieu à une date antérieure. Le fait a été confirmé par des fouilles archéologiques : des fragments de bâtiments ont été récupérés de cette période la plus ancienne.
La grande infirmerie encore existante fut construite vers 1200, principalement en pierre de Tournai. Le couvent, construit vers 1220, a ensuite servi de pharmacie. Les bâtiments ont été régulièrement agrandis, reconstruits et rénovés au cours des siècles suivants. L'église, qui date du XVe siècle, a été complétée au XVIe siècle par une chapelle dédiée à saint Corneille. L'église était reliée à la grande salle de l'hôpital, afin que les patients puissent suivre les services divins depuis leurs lits.
L'hôpital était situé dans la Mariastraat, alors la voie d'accès depuis Gand et Courtrai. Seules les fondations et quelques fragments de murs de la première pièce originale ont été retrouvés. Pour répondre aux besoins croissants de soins des malades, des pèlerins et des voyageurs, la construction de trois nouvelles salles d'hôpital commence au début du XIIIe siècle. Cette phase de construction dura jusqu'en 1310 environ. Plus tard furent construits le monastère des frères (XIVe siècle) et le monastère des sœurs (1544).
Après la disparition de la communauté des frères à la fin du XVIe siècle, les sœurs augustines étaient seules chargées de la gestion et des soins des malades. La direction en incombait à la supérieure élue par les sœurs, appelée Madame. Elle était assistée de tuteurs, choisis parmi les principaux citoyens de la ville et nommés par le conseil municipal.
À partir de 1796, l'hôpital passa sous l'administration de la Commission des hospices civils et, à partir de 1925, de la Commission de l'assistance publique (Commissie voor Openbare Onderstand, COO), qui fut transformée en l'actuel CPAS en 1977. La responsabilité de la gestion est restée entre les mains de Madame. Au début des années 1960, un directeur est nommé, qui reprend désormais la direction.

### L'hôpital au XIXe siècle

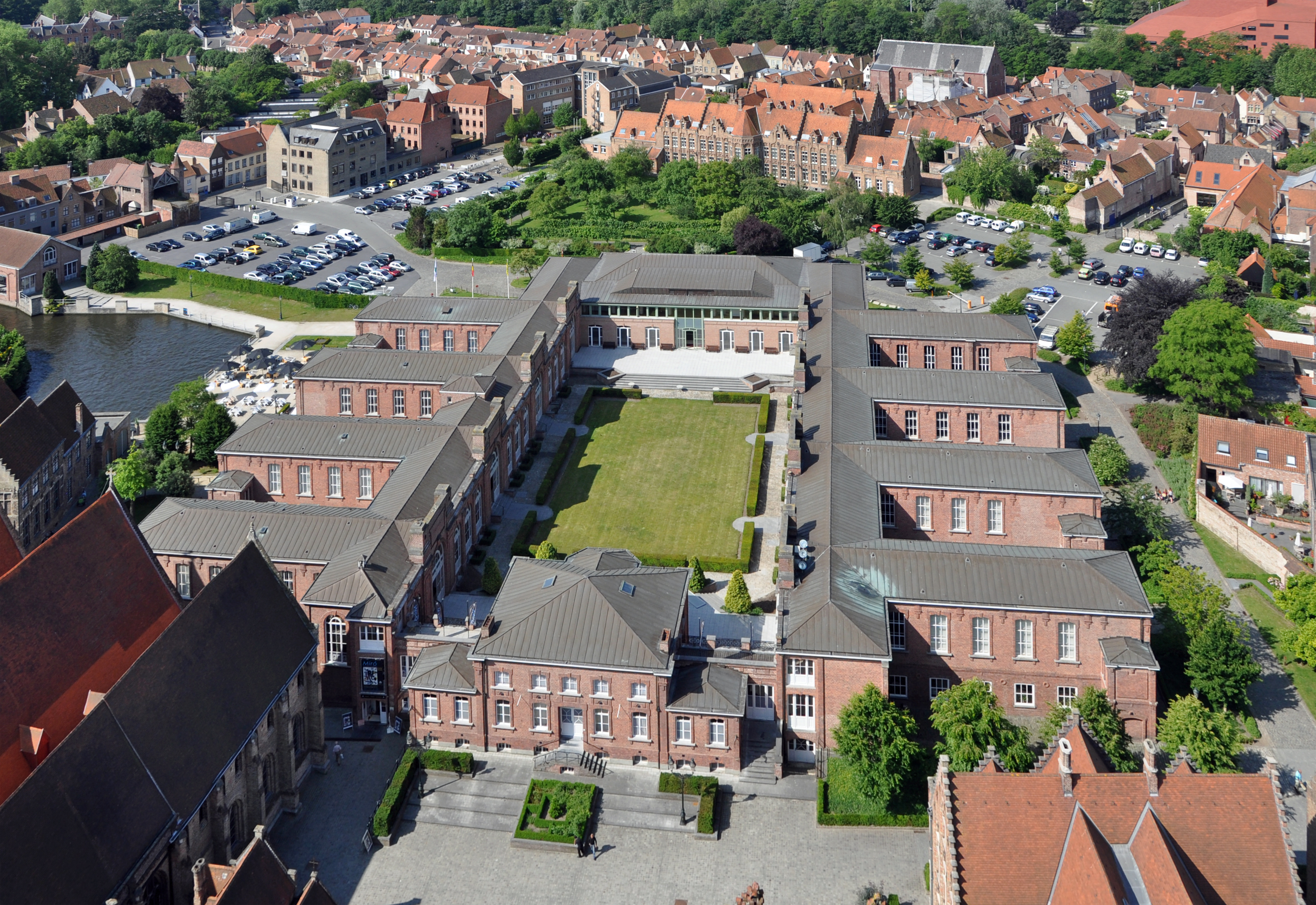
Le complexe hospitalier du XIXe siècle, après la restauration de 1991.

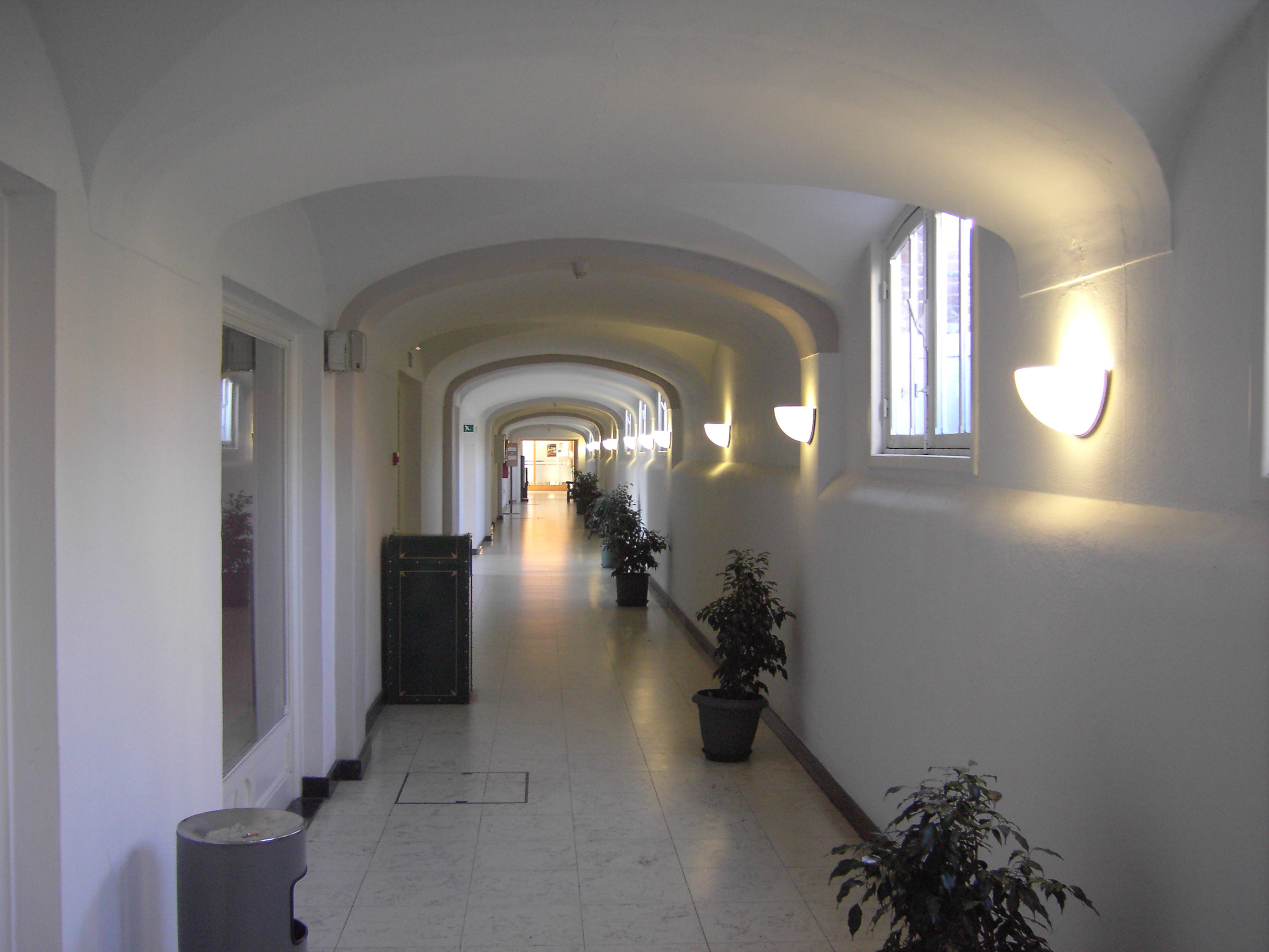
L'hôpital Saint-Jean de 1864. Un couloir central au rez-de-chaussée semi-enterré mène aux chambres individuelles des malades.

En raison de l'évolution du temps et d'une nouvelle vision des soins de santé et de l'hygiène, de nouveaux bâtiments deviennent nécessaires à partir du milieu du XIXe siècle. Un hôpital de seize salles et un bâtiment principal est construit en 1864, autour d'une cour, sur les plans réalisés par l'architecte Isidoor Alleweireldt (1824-1892). Pour sa construction, la brasserie, une grande partie du jardin et le cimetière de l'hôpital historique ont dû disparaître.
Aprè 1950, les salles hospitalières du XIXe siècle sont progressivement surpeuplées et utilisées au maximum : des bâtiments supplémentaires sont construits entre les différentes ailes, où des jardins sont aménagés pour les patients. Des constructions ont également été réalisées dans ce qui restait des anciens jardins, d'une part comme extension du bâtiment du monastère en raison du nombre croissant de religieuses, et d'autre part pour des soins aux malades et des services spécialisés. Plusieurs bâtiments préfabriqués ont été ajoutés en prévision du déménagement vers le nouvel hôpital, qui a pris de nombreuses années.

### Réutilisation comme Oud Sint-Jan
En 1977, les services hospitaliers déménagent entièrement dans les nouveaux bâtiments de l'AZ Sint-Jan à Saint-Pierre, près de Bruges. Les bâtiments du XIXe siècle et les ajouts plus récents, restés sans surveillance et inoccupés durant un certain temps, sont progressivement devenus l'objet de vandalisme. Le conseil municipal, en premier lieu le maire récemment nommé Frank Van Acker, avait l'intention de tout démolir et de faire place à la construction d'un hôtel à grande échelle, qui serait créé par une chaîne hôtelière internationale. Cependant, ces idées et d’autres similaires ont échoué lorsqu’il est devenu clair que les bâtiments du XIXe siècle faisaient partie de la décision de protéger l’ensemble en tant que patrimoine immobilier. Une rénovation en profondeur a été conçue par l'architecte Paul Salens (Bruges) et un nouveau bâtiment conçu par l'architecte Luc Vermeersch.
Les bâtiments, sous le nom d'Oud Sint-Jan, furent utilisés à des fins diverses : conférences, expositions, festivités, foires annuelles, magasins, restaurants. Les expositions (temporaires ou permanentes) y furent organisées, concernant principalement les œuvres graphiques d'artistes espagnols, comme Pablo Picasso et Joan Miró.

## Le musée Hans Memling et l'hôpital Saint-Jean

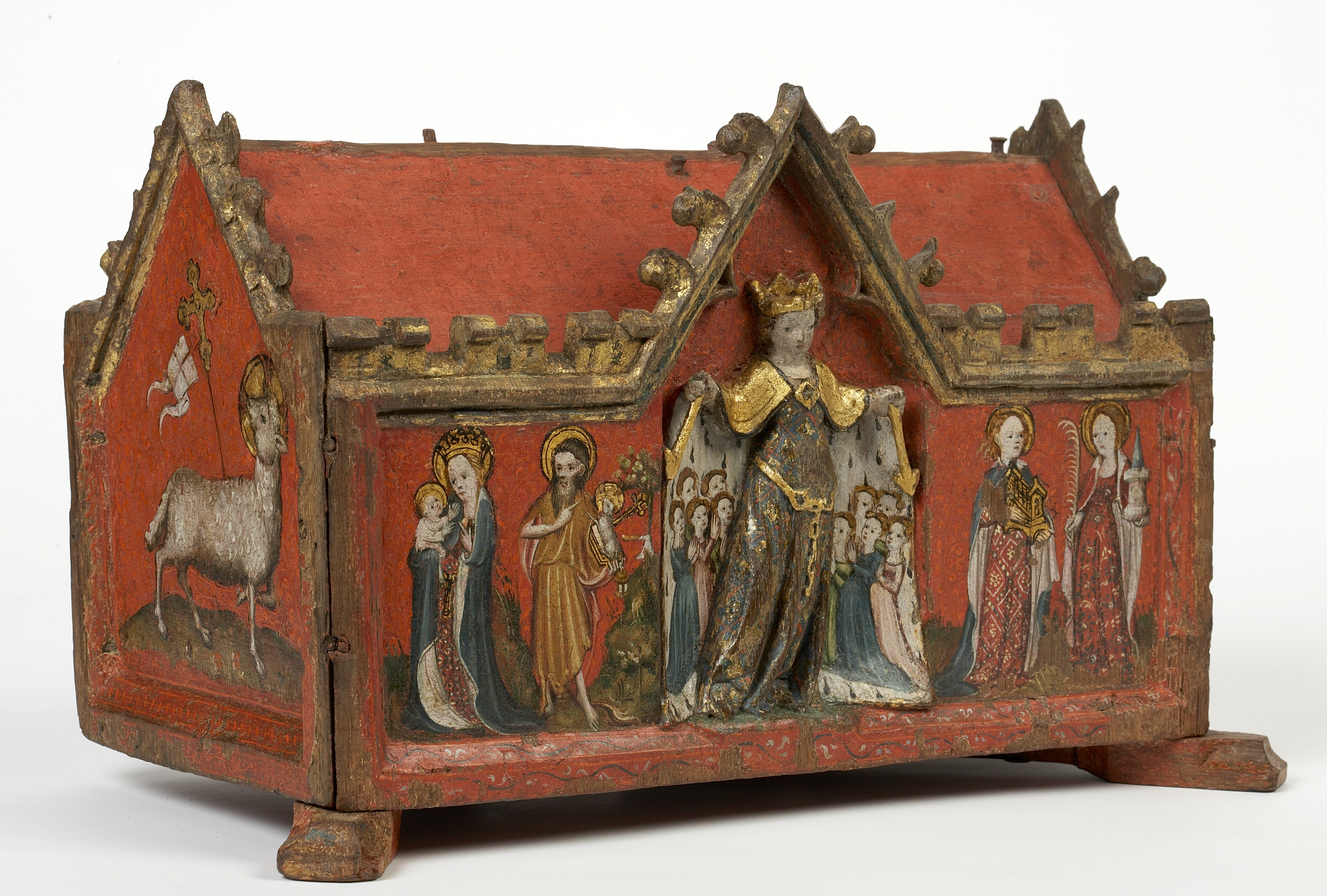
Petite châsse de sainte Ursule, Sint-Janshospitaal, Bruges, vers 1400.

Les malades et les nécessiteux étaient soignés à l'hôpital Saint-Jean, mais il y avait peu de véritables soins pour les malades avant le XIXe siècle. Pendant longtemps, il n'y avait pas de médecin attaché à l'hôpital, mais un prêtre. Les procédures médicales telles que la saignée ou la réparation d'un bras cassé étaient effectuées par le barbier ou le chirurgien. Les religieuses augustines soignaient les patients, qui recevaient trois repas, des vêtements propres et un lit. Les services de culte dans la chapelle intégrée dans l'allée nord de l'hôpital assuraient un contact permanent avec Dieu. De petits autels avaient été dressés dans les chambres des malades, dédiés à quelque saint guérisseur : saint Roch était vénéré contre la peste, sainte Lucie pour toutes sortes de maladies oculaires et saint Corneille comme protecteur contre l'épilepsie et les maladies infantiles.

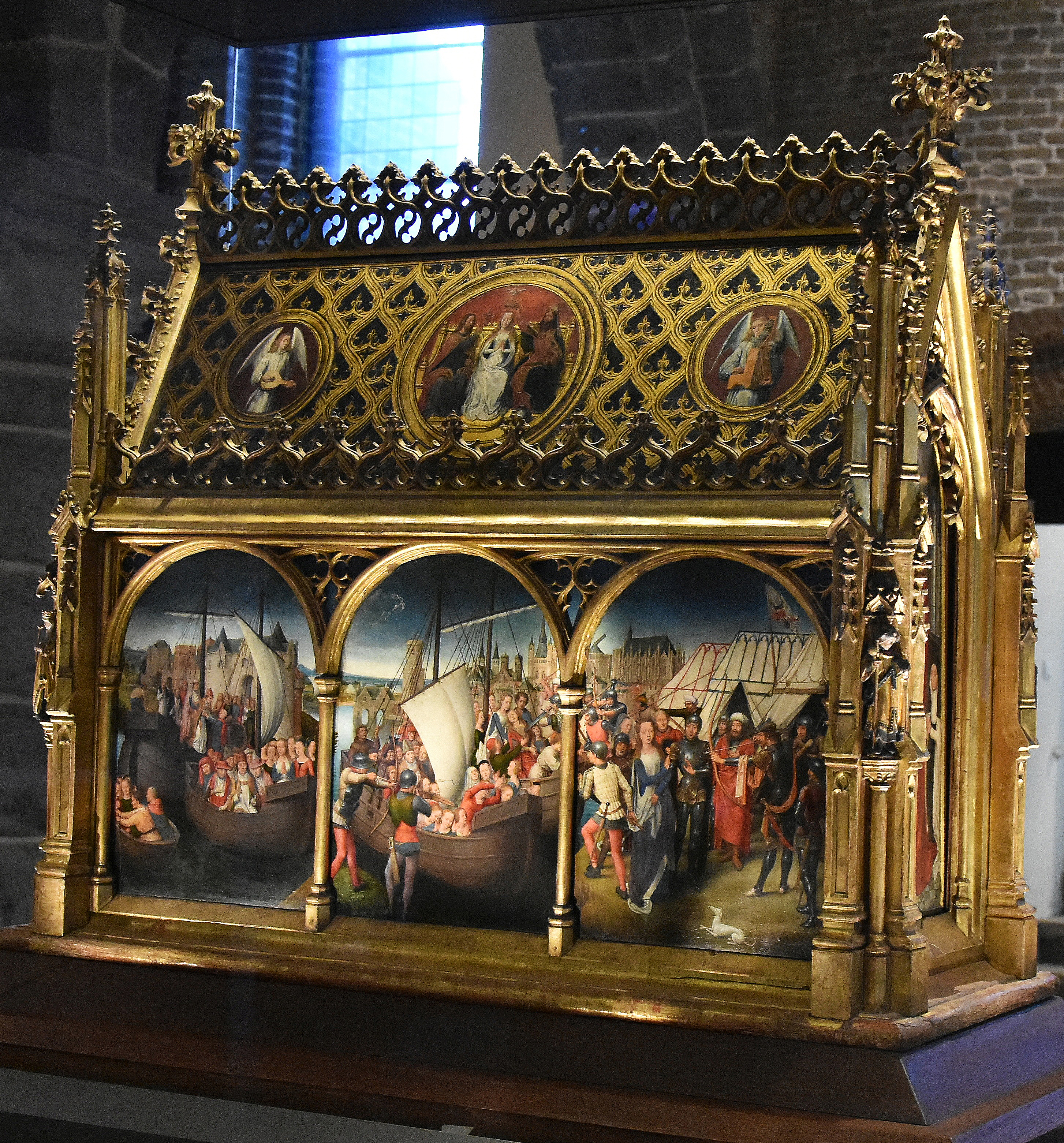
Reliquaire de sainte Ursule, avec des panneaux peints par Hans Memling, hôpital Saint-Jean, 1489.

Sainte Ursule était invoquée dans l'espoir d'une mort douce. Vers 1400 déjà, il y avait à l'hôpital un sanctuaire contenant les reliques de Sainte Ursule et de ses 11 000 vierges. En 1489, ces reliques furent solennellement transférées dans un reliquaire de Sainte Ursule beaucoup plus imposant, peint par Hans Memling et commandé par deux religieuses de Saint-Jean. Ce grand sanctuaire resta dans la chapelle de l'hôpital Saint-Jean jusqu'en 1839, date à laquelle il fut transféré dans la salle capitulaire du couvent des sœurs pour former le premier musée Memling, avec les autres peintures commandées par le monastère.
En 2019, la collection de ce musée a été transférée dans la grande salle de l'hôpital Saint-Jean.

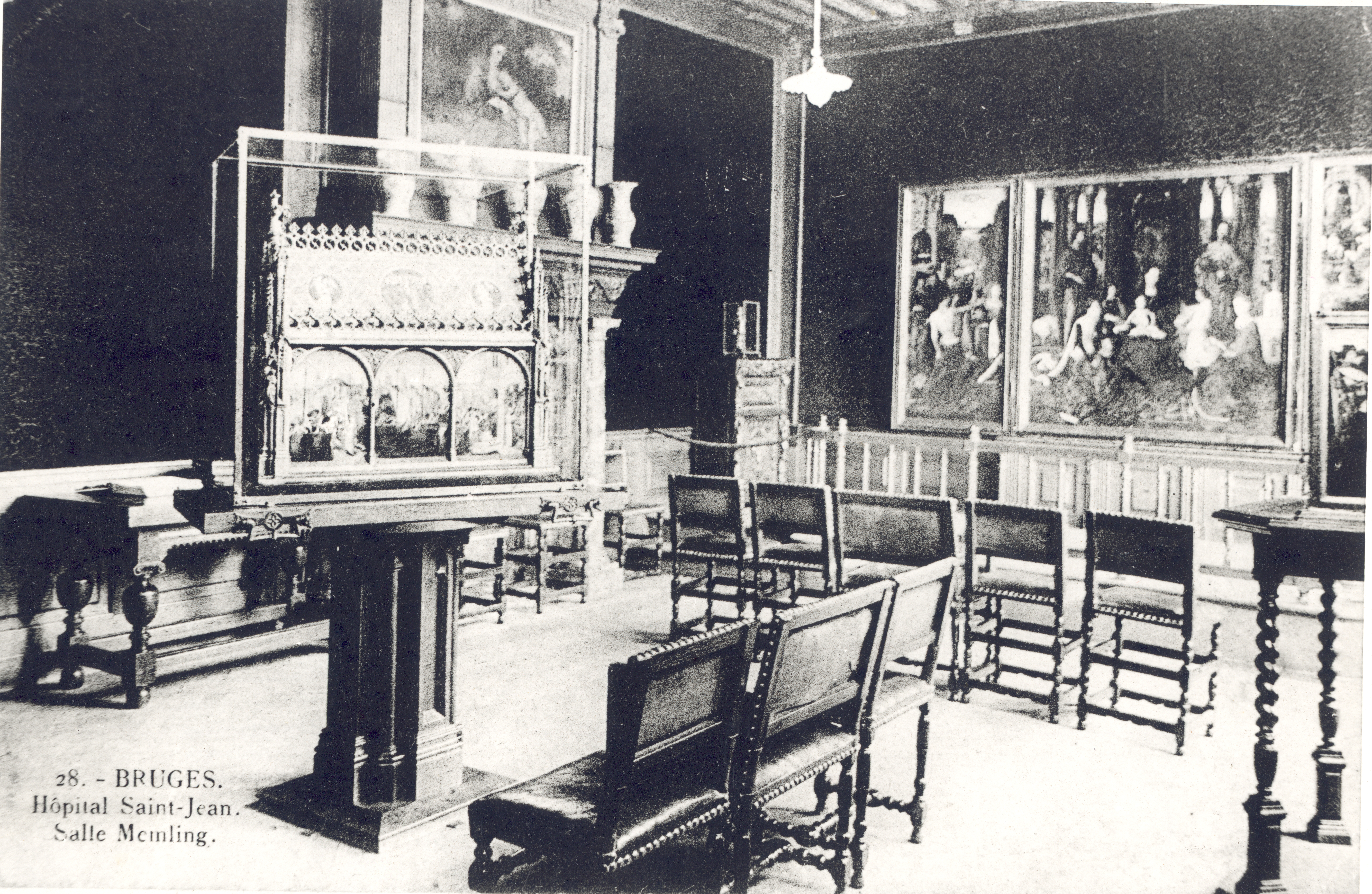
Vue du musée Memling, dans la salle capitulaire du monastère des frères de l'hôpital Saint-Jean, au XIXe siècle.

Le grand triptyque Saint-Jean de Memling y était installé depuis le XVIIe siècle, lorsque la chapelle de l'hôpital reçut un aménagement intérieur baroque avec un retable de Jacob van Oost. Hans Memling a également peint deux petits triptyques commandés par les frères hospitaliers Jan Floreins et Adriaan Reyns, auxquels s'ajoutent dans ce musée le diptyque de Maarten van Nieuwenhove et le Portrait d'une jeune femme, peintures provenant d'institutions fermées à Bruges après la chute des Français après la Révolution. Les œuvres de Hans Memling ont été inspirées par les travaux de recherche de James Weale et d'autres critiques faisant autorité, qui ont étudié les primitifs flamands dans les églises et les monastères et ont redécouvert ces maîtres à travers les archives.

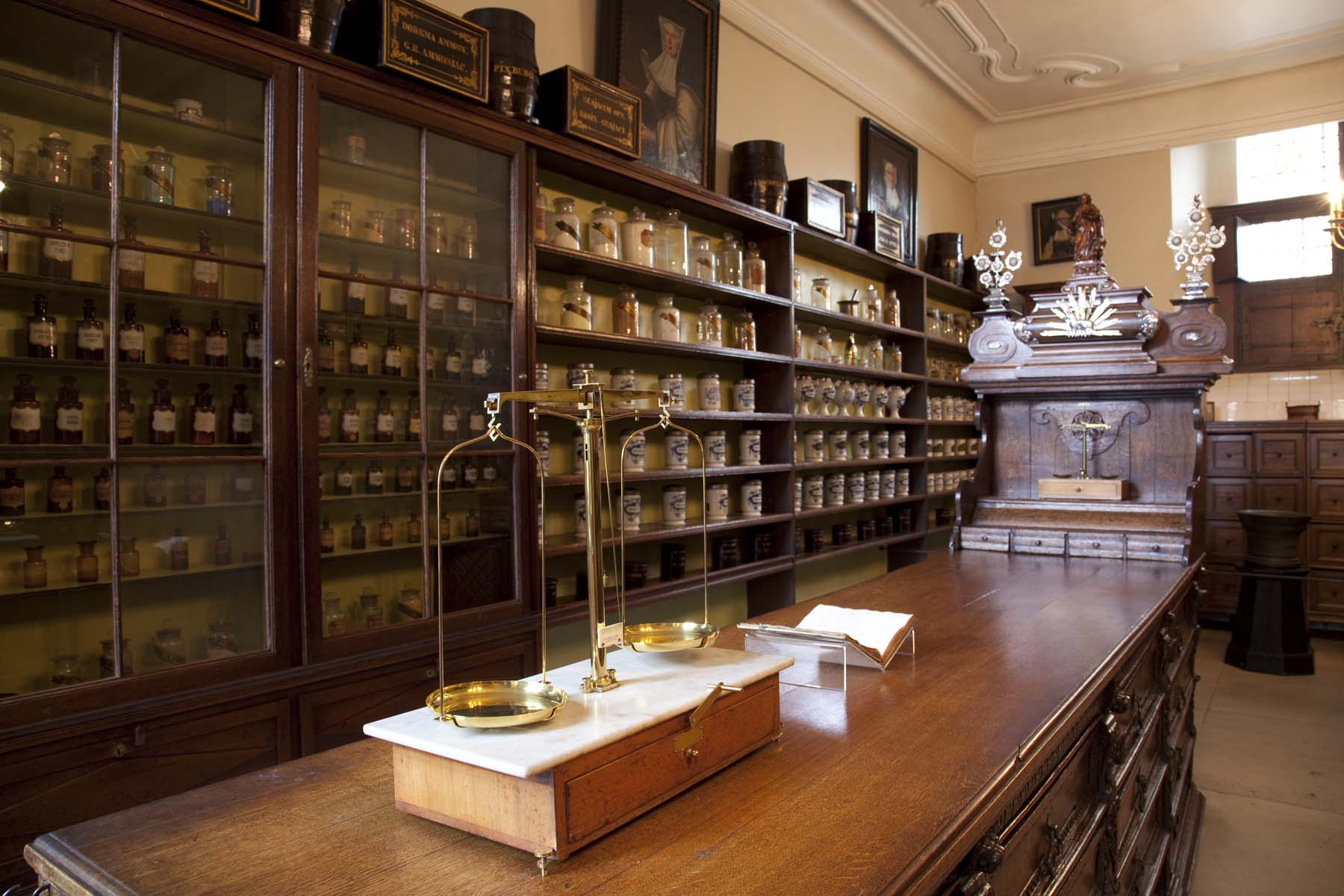
Pharmacie de l’hôpital Saint-Jean de Bruges, au XVIIIe siècle.
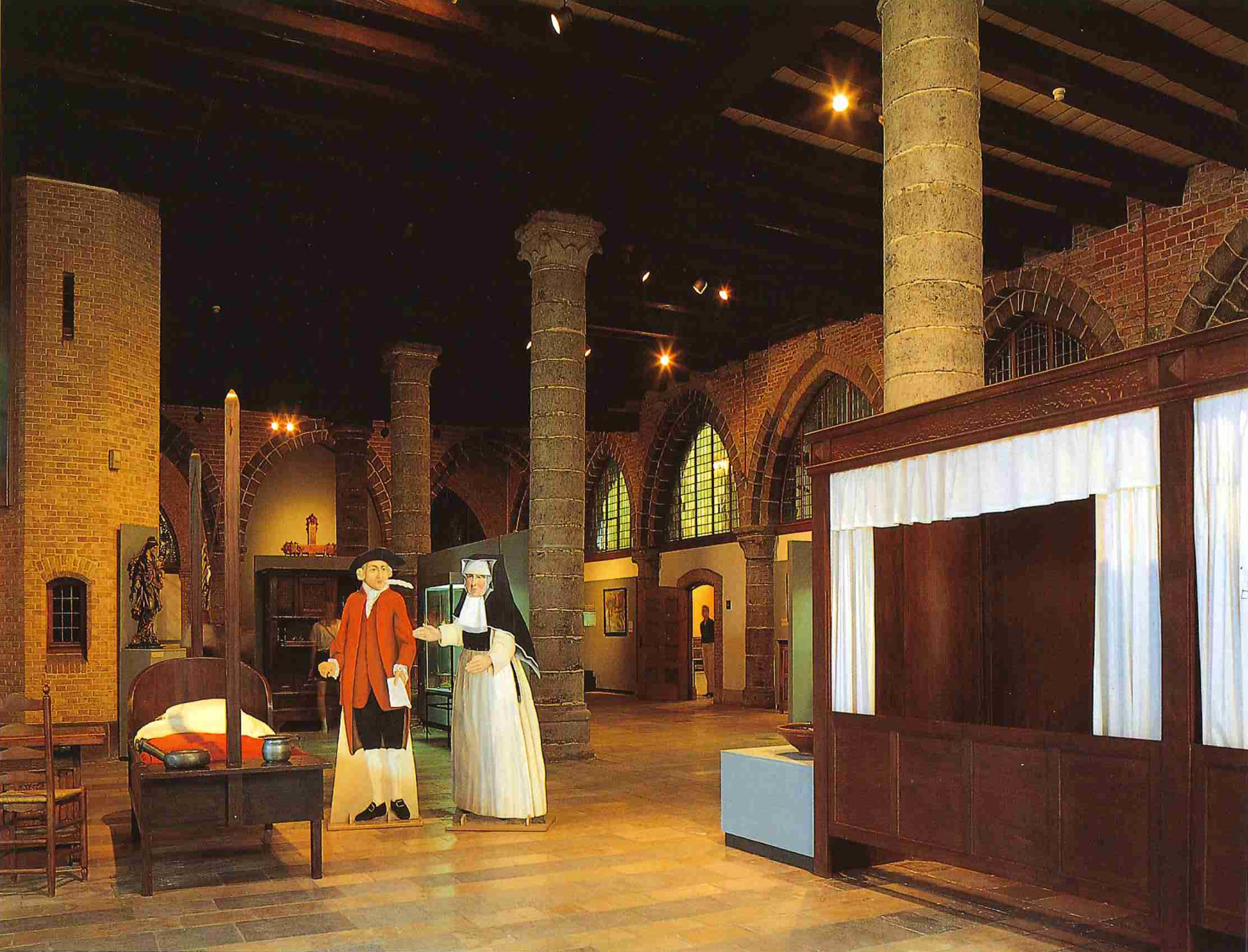
Vue intérieure de l'hôpital Saint-Jean de Bruges.
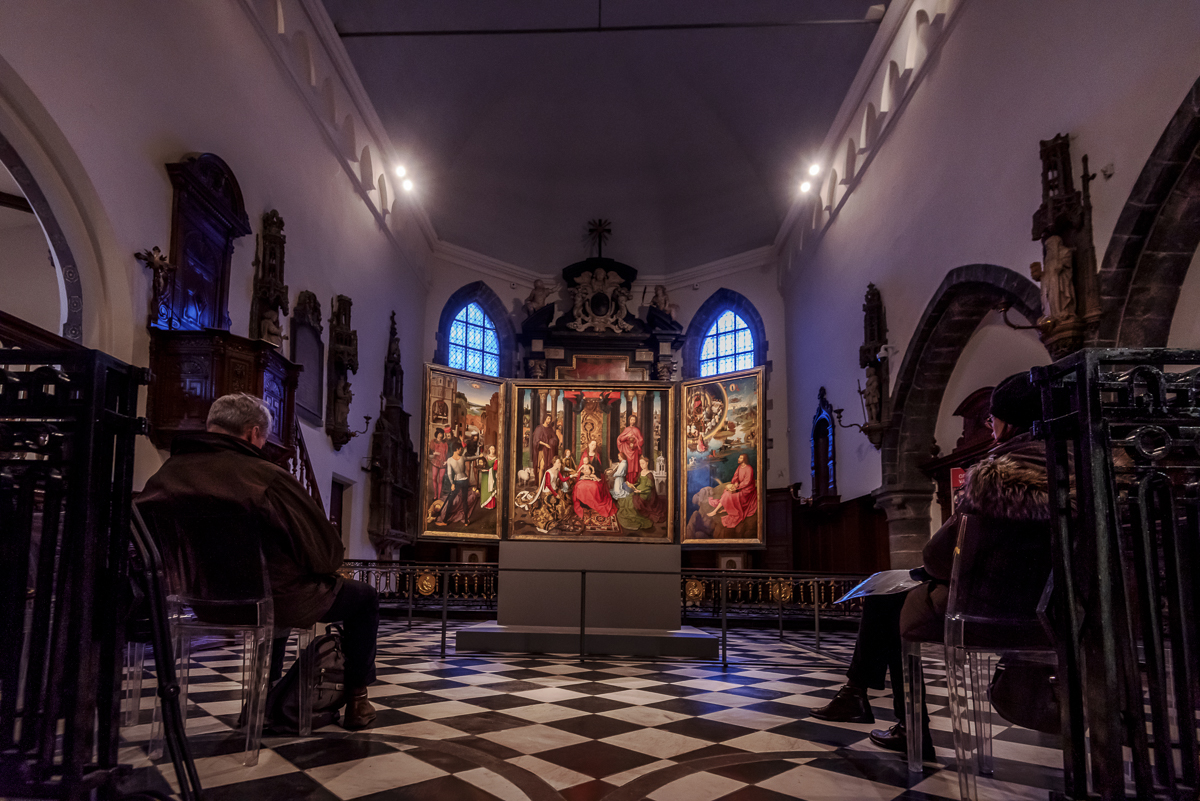
Vue de la chapelle de l'hôpital Saint-Jean avec le triptyque Saint-Jean, de Hans Memling.

Les salles d'hôpital nouvellement construites ont été mises en service vers le milieu du XIXe siècle. Les salles d'hôpital médiévales reçurent des usages différents. L’idée initiale était que ces « bâtiments insalubres » seraient démolis, mais cela ne s’est pas concrétisé. La grande infirmerie servait principalement de salle capitulaire pour la nombreuse congrégation monastique de l'époque. Elle servait également à organiser des concerts, des réunions et des conférences médicales. En 1958, une grande partie du patrimoine de l'ancien hôpital fut hébergée dans les anciennes salles de l'hôpital. Seule la chapelle resta utilisée jusqu'en 1984 par les religieuses, pour les funérailles des patients décédés à l'hôpital et, jusqu'en 1977, pour le baptême des enfants nés à la maternité. La pharmacie de l'hôpital est restée installée dans l'ancien couvent jusqu'en 1977, à côté de la « salle de garde », où se sont tenues pendant des siècles les réunions du conseil d'administration de l'hôpital.
L'exposition à succès 800 ans de Saint-Jean en 1977 a également marqué le déménagement des soins médicaux de l'hôpital Saint-Jean du site vieux de plusieurs siècles vers un tout nouvel hôpital AZ Sint-Jan à la périphérie de Bruges (1978). L'ameublement permanent des salles d'hôpital médiévales du Sint-Janshospitaalmuseum, également appelé musée Memling parce que les six œuvres du maître y étaient exposées ensemble, a été complété par d'autres peintures et statues de saints, ainsi que du matériel médical, des ustensiles et des meubles. Dans le bas-côté nord, il y avait également une mise en scène avec des coffres de lit et des personnages agrandis du tableau de Jan Beerblock.
En 1984, les peintures de Memling furent à nouveau déplacées, cette fois dans la chapelle après l'arrêt des services religieux. L'ancien couvent avec pharmacie et jardin d'herbes aromatiques a également été inclus dans le circuit des musées.
En 1990, les bâtiments ont été repris par la Ville de Bruges, qui a également inclus l'exploitation du Musée municipal, aujourd'hui musée de Bruges.

## La collection Memling

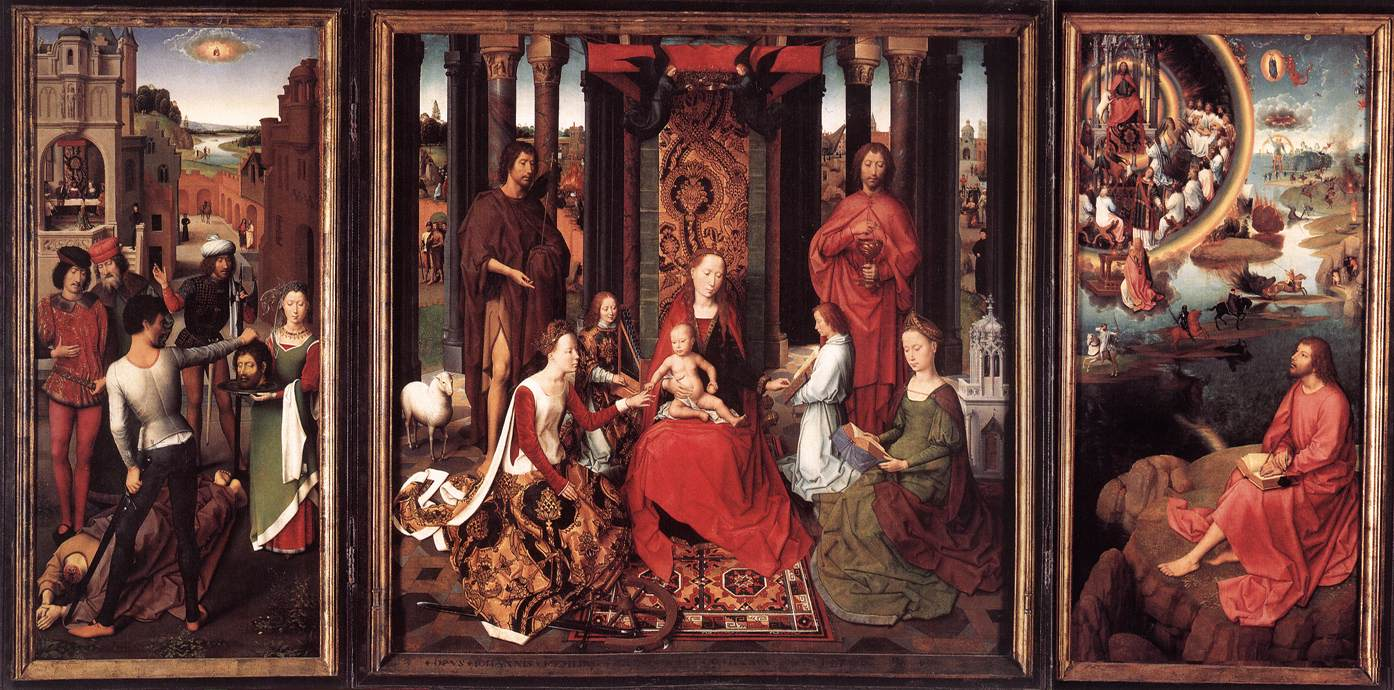
Le Mariage mystique de sainte Catherine ou Triptyque de Jean-Baptiste et de Jean l'Évangéliste, 1474-1479.

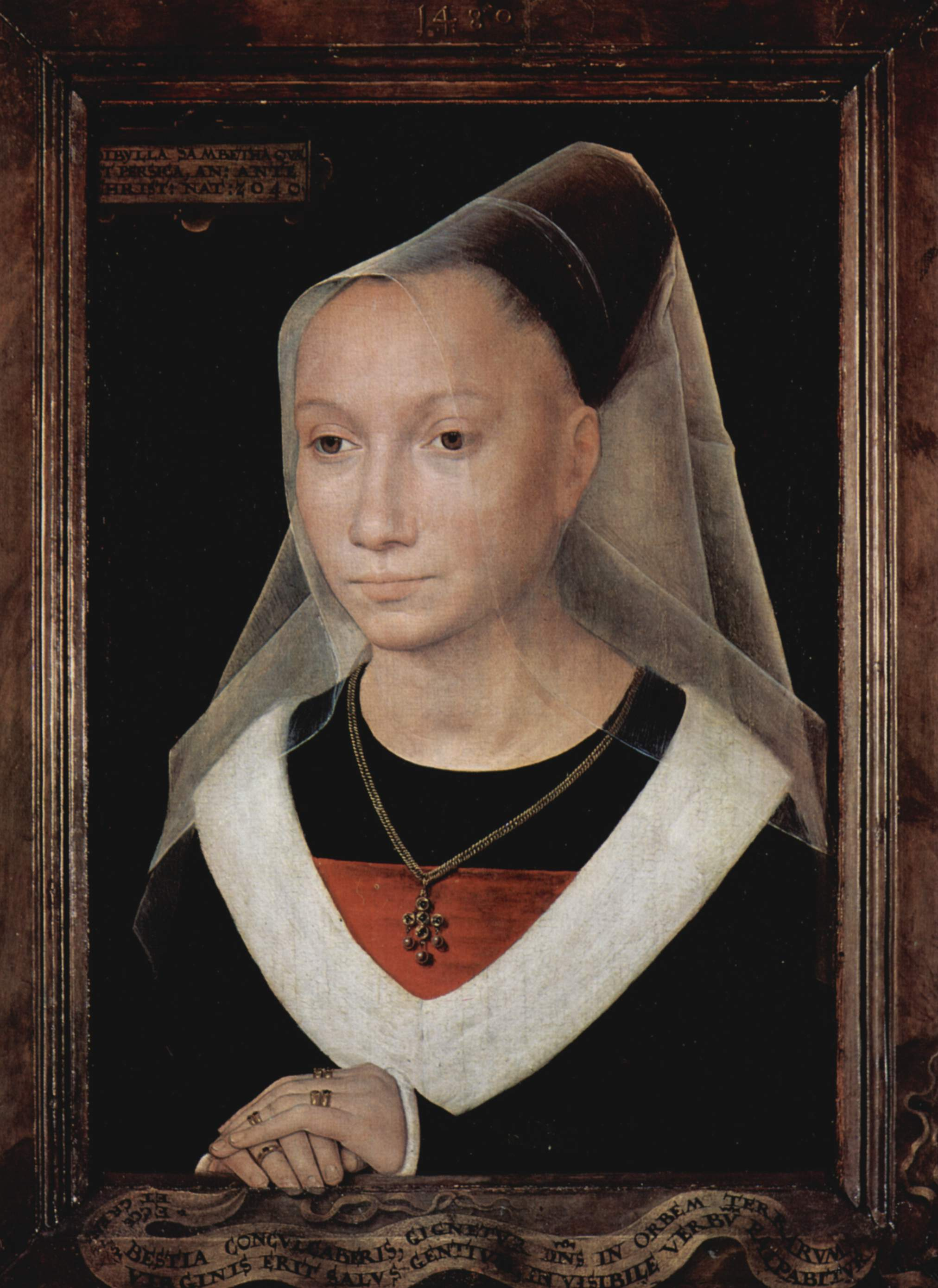
Portrait de Sibylle Sambetha, 1480.

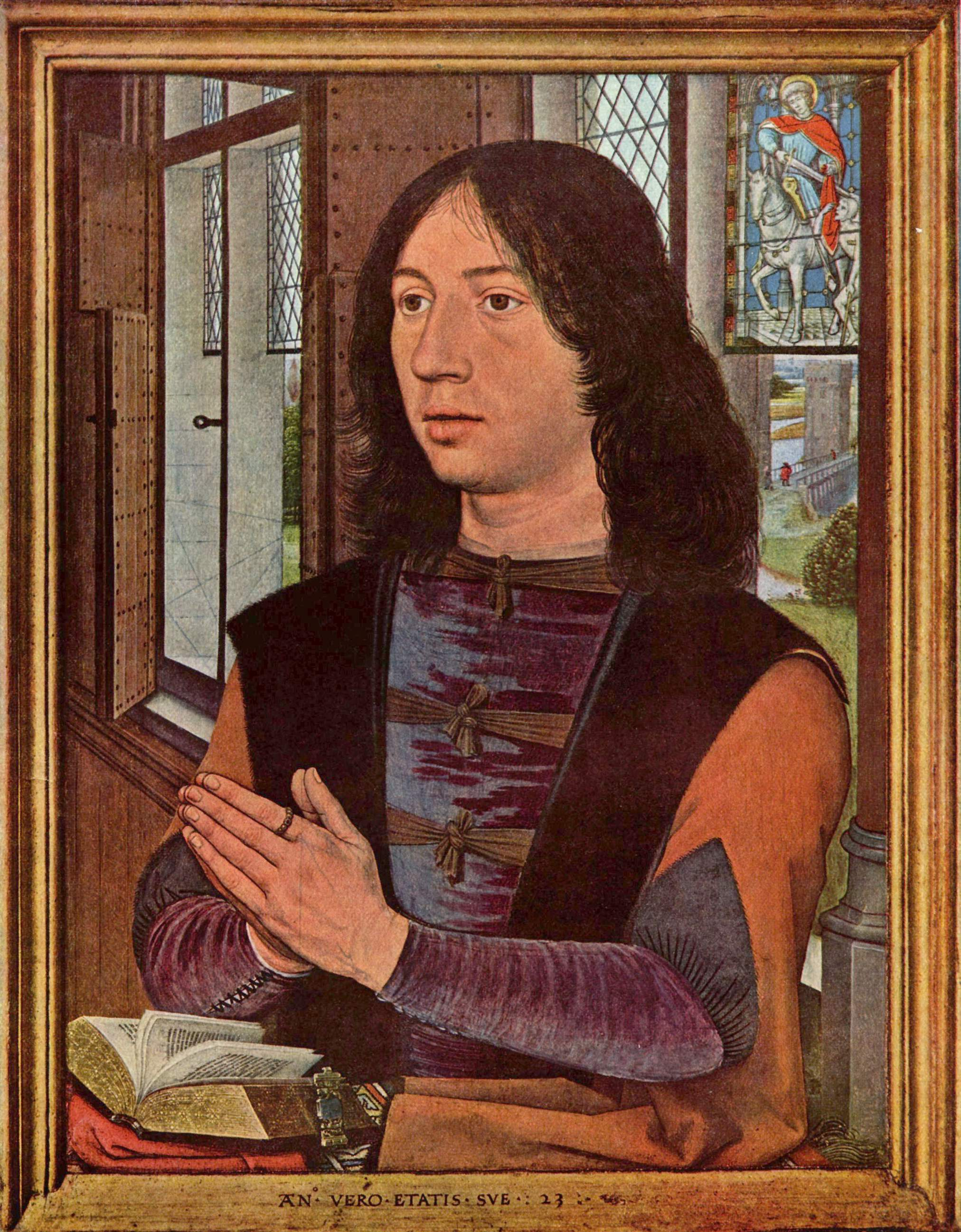
Portrait de Martinus van Nieuwenhove.

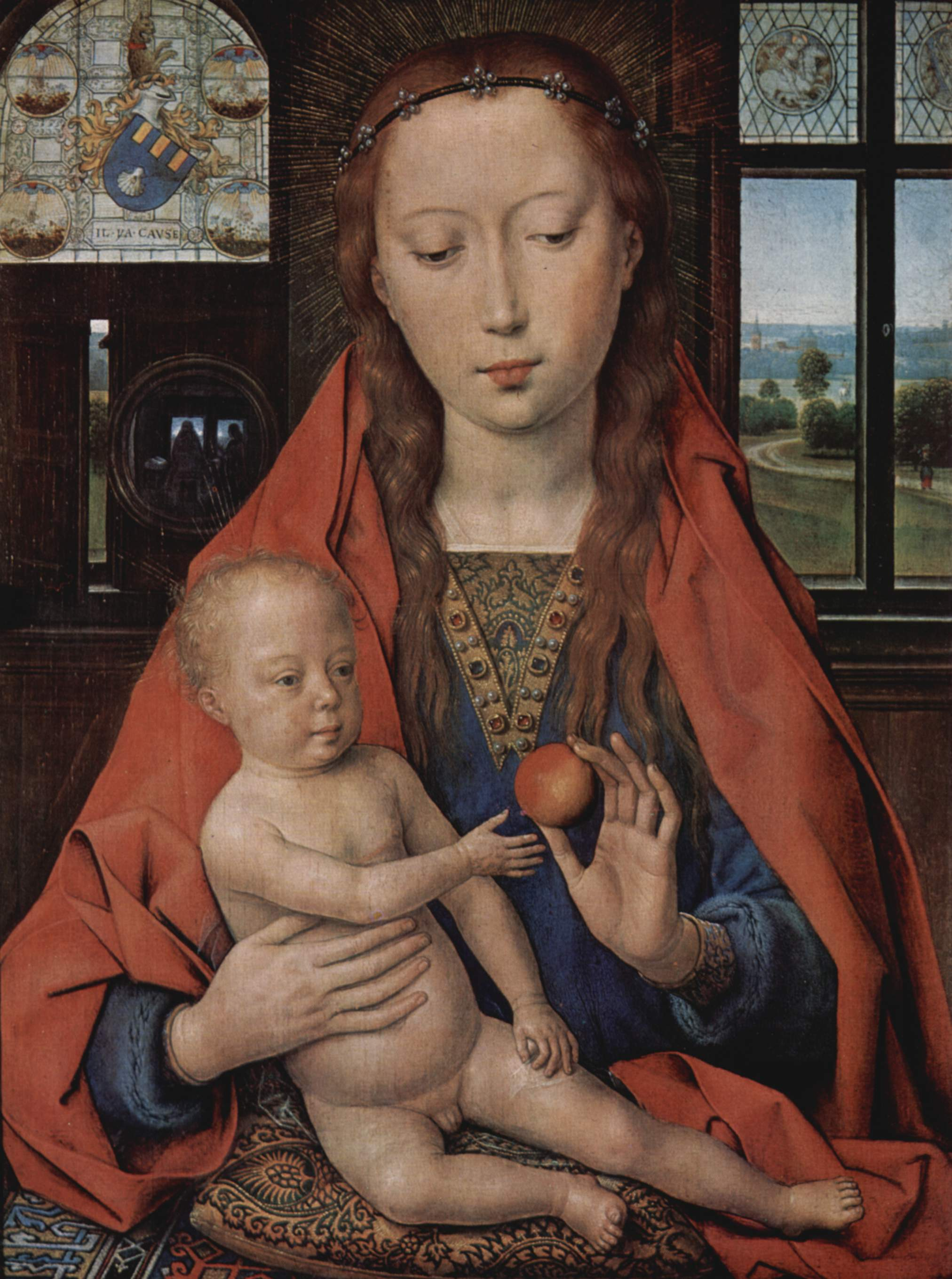
Madonna, diptyque avec Maarten van Nieuwenhove, 1487.

La chapelle de l’hôpital expose six chefs-d’œuvre du peintre d’origine allemande Hans Memling, dont quatre peints spécifiquement pour l’institution.
- Le Mariage mystique de sainte Catherine ou Triptyque de Jean-Baptiste et de Jean l'Évangéliste, (1474-1479), huile sur bois de chêne, 173,6 × 173,7 cm, retable composé de :
  - Vierge à l'Enfant sur le trône et quatre saints (panneau central) ;
  - La Décollation de Jean-Baptiste (panneau de gauche) ;
  - L'Apocalypse de Jean l'Évangéliste (panneau de droite) ;
- Triptyque de Jan Floreins, (1479), huile sur bois, 46,3 × 57,4 cm (panneau central), 48,3 × 25 cm (volets), retable composé de :
  - L'Adoration des mages (panneau central) ;
  - La Naissance du Christ (panneau de gauche) ;
  - La Présentation de Jésus au Temple (panneau de droite) ;
- Portrait de Maria Moreel en sibylle persique (1480), huile sur bois, 38 × 26,5 cm,
- Diptyque de Maarten van Nieuwenhove (1487), huile sur bois, 44,7 × 33,5 cm ;
- Châsse de sainte Ursule, une chapelle miniature dorée à la feuille d’or dans laquelle sont insérés six panneaux illustrant la légende de sainte Ursule, (1489), 87 × 33 × 91 cm,
- Triptyque d'Adriaan Reins, (1480), huile sur bois, 43,8 × 35,8 cm (panneau central), 45,3 × 14,3 cm (volets), retable composé de :
  - La Déploration du Christ (panneau central) ;
  - Adriaan Reins avec saint Adrien (panneau de gauche) ;
  - sainte Barbe (panneau de droite) ;